# Hermacha purcelli
Hermacha purcelli är en spindelart som först beskrevs av Simon 1903.  Hermacha purcelli ingår i släktet Hermacha och familjen Nemesiidae. Inga underarter finns listade i Catalogue of Life.